# Huuhkajajärvi
Huuhkajajärvi eller Huuhkujajärvi är en sjö i Finland. Den ligger i kommunen Kittilä i landskapet Lappland, i den norra delen av landet, 800 km norr om huvudstaden Helsingfors. Huuhkujajärvi ligger 193,2 meter över havet. Arean är 2,7 hektar och strandlinjen är 1,43 kilometer lång. Sjön  ingår i Kemi älvs huvudavrinningsområde. 